# U-235
Unterseeboot 235 foi um submarino alemão do Tipo VIIC, pertencente a Kriegsmarine que atuou durante a Segunda Guerra Mundial.

## Comandantes
| Comandante                  | Data                                           |
| --------------------------- | ---------------------------------------------- |
| Oblt. Goske von Möllendorff | 19 de dezembro de 1942 - 19 de janeiro de 1943 |
| Oblt. Klaus-Helmuth Becker  | 20 de janeiro de 1943 - 20 de maio de 1943     |
| Oblt. Hans-Erich Kummetz    | 29 de outubro de 1943 - 1 de abril de 1945     |
| Kptlt. Friedrich Huisgen    | 2 de abril de 1945 - 14 de abril de 1945       |

## Subordinação
Durante o seu tempo de serviço, esteve subordinado às seguintes flotilhas:
| Período                                     | Flotilha                                      |
| ------------------------------------------- | --------------------------------------------- |
| 19 de dezembro de 1942 - 20 de maio de 1943 | 5. Unterseebootsflottille (treinamento)       |
| 29 de outubro de 1943 - 1 de abril de 1945  | 22. Unterseebootsflottille (submarino escola) |
| 2 de abril de 1945 - 14 de abril de 1945    | 31. Unterseebootsflottille (serviço ativo)    |